# Възобновяем ресурс
Възобновяем ресурс е органичен природен ресурс, който може да се възстановява пропорционално на изразходваното количество с течение на времето или чрез биологична репродукция, или чрез друг естествено протичащ процес. Възобновяемите ресурси са част от земната естествена среда и най-големият компонент от нейната екосфера. Положителната оценка на жизнения цикъл е ключов индикатор за устойчивостта на ресурса.
Определения на възобновяеми ресурси могат да бъдат селскостопанските продукции, в смисъла на устойчивото развитие и до определена степен водните ресурси. Пол Вайс определя възобновяемите ресурси по следния начин: „Целият комплекс от живи организми, които осигуряват на човека храна, влакна, лекарства и др ...“ Терминът обаче не се отнася за метали, минерали и изкопаеми горива. Макар че енергията сама по себе си не се консумира, някои включват в рамките на определението и предоставянето на енергия от възобновяеми източници като слънчевата и геотермалната енергия и вятърните електроцентрали.
|  | Тази страница частично или изцяло представлява превод на страницата Renewable resource в Уикипедия на английски. Оригиналният текст, както и този превод, са защитени от Лиценза „Криейтив Комънс – Признание – Споделяне на споделеното“, а за съдържание, създадено преди юни 2009 година – от Лиценза за свободна документация на ГНУ. Прегледайте историята на редакциите на оригиналната страница, както и на преводната страница, за да видите списъка на съавторите. ВАЖНО: Този шаблон се отнася единствено до авторските права върху съдържанието на статията. Добавянето му не отменя изискването да се посочват конкретни източници на твърденията, които да бъдат благонадеждни. |